# قائمة حوادث الاختراق الأمني
تغطي قائمة حوادث الاختراق الأمني الأحداث المهمة أو الجديرة بالملاحظة في تاريخ الاختراق الأمني.

|  |

## عقد 1900

### 1903
- قام الساحر والمخترع نيفل ماسكلين بالتشويش على العرض العام الذي قدمه جون أمبروز فلمنج لتقنية غولييلمو ماركوني المُفترَض أنها مؤمَّنة في مجال الإبراق اللاسلكي، من خلال إرسال رسائل مهينة باستخدام ترميز مورس عبر جهاز العرض في القاعة.[1]

## الثلاثينيات

### 1932
- تمكن محللو الشفرات البولنديون ماريان رييفيسكي، وهنريك زيغالزكي، وجيرزي روزيكي من كسر شفرة آلة إنجما.

### 1939
- عمل آلان تورنغ، وغوردون ولشمان، وهارولد كين معًا لتطوير بومب (استنادًا إلى أعمال رييفيسكي حول بومبا). إن استخدام آلة إنجما لمساحة مفاتيح صغيرة بشكل يمكن التنبؤ به يجعلها عرضة لهجمات القوة العمياء.

## الأربعينيات

### 1943
- قام رينيه كارميل، المراقب المالي العام لجيش فرنسا الفيشية، باختراق نظام بطاقة مثقبة الذي استخدمه النازيون لتحديد مواقع اليهود.[2]

### 1949
- تم الإعلان لأول مرة عن النظرية التي تقوم عليها فيروسات الحاسوب في عام 1949، عندما قدّم رائد الحوسبة جون فون نيومان ورقة بحثية بعنوان "نظرية وتنظيم الآلات المعقدة". في هذه الورقة، افترض فون نيومان أن برامج الحاسوب يمكن أن تُعيد إنتاج نفسها.[3]

## الخمسينيات

### 1955
- في معهد ماساتشوستس للتقانة، بدأت كلمة "اختراق" تشير لأول مرة إلى العبث بالآلات. وتُظهر محاضر اجتماع نادي نادي السكك الحديدية النموذجية التابع للتقنية في أبريل 1955 أن "السيد إكليس يطلب من أي شخص يعمل أو يعبث بالنظام الكهربائي أن يقطع التيار الكهربائي لتجنب احتراق الفيوزات".[4]

### 1957
- اكتشف جو "جويبابلز" إنغريسيا، وهو فتى أعمى يبلغ من العمر سبع سنوات ويتمتع بقدرة تمييز طبقات الصوت بدقة، أن التصفير بالنغمة الرابعة من نغمة E فوق الوسط (بتردد 2600 هرتز) يتسبب في تعطيل أنظمة الهاتف الآلي الخاصة بشركة AT&T، مما فتح الباب عن غير قصد أمام فريكنج.

## الستينيات
- تم استخدام وسائل مختلفة من فريكنج للتفاعل مع أنظمة الهاتف الآلي.

### 1963
- أول إشارة موثقة لمخترق أمني خبيث كانت في صحيفة الطلاب التابعة لمعهد ماساتشوستس للتقانة ذا تيتش، حيث ورد ذكر مخترقين يقومون بإشغال الخطوط مع جامعة هارفارد، وتكوين جهاز بي دي بي-1 لإجراء مكالمات مجانية، واستخدام الاتصال العشوائي، وتراكم فواتير هاتفية كبيرة.[5][6][7]

### 1965
- اكتشف ويليام دي. ماثيوز من معهد ماساتشوستس للتقانة ثغرة في نظام 'سي تي إس إس الذي يعمل على جهاز آي بي إم 7094. كان محرر النصوص القياسي في النظام مصممًا ليُستخدم من قبل مستخدم واحد في كل مرة، ويعمل في مجلد واحد فقط، ولذلك كان يُنشئ ملفًا مؤقتًا باسم ثابت لكل نسخة من المحرر. تم اكتشاف هذه الثغرة عندما كان مبرمجان يعملان على النظام في الوقت ذاته، وتبدلت الملفات المؤقتة بين رسالة الترحيب وملف كلمات المرور، مما أدى إلى عرض محتوى ملف كلمات مرور النظام لأي مستخدم يقوم بتسجيل الدخول.[8][9][10][11]

### 1967
- وقعت أول حالة معروفة لاختراق شبكة حاسوبية عندما أُتيح لأعضاء نادٍ للحواسيب في مدرسة ثانوية بمنطقة ضواحي شيكاغو الوصول إلى شبكة إيه بي إل الخاصة بشركة آي بي إم. ففي خريف عام 1967، قامت آي بي إم (من خلال جمعية أبحاث العلوم) بعرض أربعة طرفيات تعتمد على آلة الكتابة آي بي إم 2741، مزودة بمودم اتصال هاتفي، على مدرسة مدرسة إيفانستون تاونشيب الثانوية للوصول إلى نظام حاسوب تجريبي يُنفّذ نسخة مبكرة من لغة البرمجة أيه بي إل. كان النظام مُقسّمًا إلى مساحات عمل مخصصة للعملاء، وتمكّن الطلاب من تعلم اللغة والنظام بسرعة، مستخدمين الشيفرات العامة كنماذج. وبفعل الفضول، استكشفوا نطاق النظام الأوسع. وقد أُقرت لاحقًا هذه المحاولة غير الرسمية بأنها ساهمت في تعزيز أمان إحدى أوائل الشبكات العامة:[12]تولت شركة جمعية أبجاث العلوم تطوير نظام أيه بي إل كامل لجهاز آي بي إم 1500. وقد استندوا في تطويره إلى إيه بي إل، التي كانت قد طُورت واستُخدمت بشكل واسع داخل آي بي إم، مستخدمين شيفرات من نظام مات/1500 عند الحاجة. وأعربوا في توثيقهم عن امتنانهم لـ"عدد من طلاب المدارس الثانوية على اندفاعهم لاختراق النظام". وكان هذا مثالًا مبكرًا على نوع من التصحيح المرح والفعّال الذي تكرر كثيرًا في تطوير نظم APL.

## السبعينيات

### 1971
- جون درابر (الذي لُقّب لاحقًا بـ "كابتن كرنش")، وصديقه جو إنغرسيا (المعروف أيضًا باسم جوي بابلز)، والصندوق الأزرق وتقنية فريكنج الهاتفية ظهروا في الأخبار من خلال مقالة مميزة في مجلة إسكواير.[13]

### 1979
- كيفين ميتنيك يخترق أول نظام حاسوبي كبير له، وهو "ذا آرك"، وهو نظام الحاسوب التابع لشركة ديجيتال إكوبمينت والمُستخدم في تطوير برنامج نظام التشغيل الخاص بهم RSTS/E.[14]

## الثمانينات

### 1980
- يحقق مكتب التحقيقات الفيدرالي في خرق أمني في شركة الشركة الوطنية لأنظمة الحوسبة المشتركة التي تُعرف اختصارًا بـ NCS. وقد وصفت صحيفة نيويورك تايمز، في تقرير لها عام 1981، الهاكرز بأنهم:[15]

خبراء تقنيون، ماهرون، وغالبًا شباب، يعملون كمبرمجين حاسوبيين يختبرون بشكل شبه عبثي دفاعات أنظمة الحاسوب، باحثين عن حدود وإمكانيات الآلة. وعلى الرغم من دورهم الذي قد يبدو تخريبيًا، يُعترف بالهاكرز كأصول قيمة في صناعة الحواسيب، ويُعتبرون أحيانًا ذوي قيمة عالية.
وصفت الصحيفة أنشطة أبيض القبعة بأنها جزء من "تقليد هاكرز عبثي لكنه إيجابي بطريقة غريبة". وعندما كشف موظف في الشركة عن وجود تلصص على كلمات المرور استخدمه في حسابات العملاء، عنفته الشركة لا بسبب كتابته للبرنامج، بل لأنه لم يفصح عنه في وقت أبكر. وقد جاء في رسالة التوبيخ أن "الشركة تدرك الفائدة التي تعود على NCSS، وتشجع بالفعل جهود الموظفين على تحديد نقاط الضعف الأمنية وإبلاغ نائب الرئيس والدليل والبرمجيات الحساسة الأخرى في الملفات".

### 1981
- تأسيس نادي كايوس للحاسوب في ألمانيا.
- يُعتبر إيان ميرفي، المعروف باسم كابتن زاب، أول "كراكر" يُحاكم ويُدان بجريمة. فقد اخترق حواسيب شركة AT&T في عام 1981، وغيّر الساعات الداخلية التي تتحكم في معدلات الفوترة. ونتيجة لذلك، حصل الناس على أسعار مخفّضة للمكالمات الليلية عندما كانوا يتصلون خلال النهار، بينما الذين انتظروا حتى منتصف الليل لدفع أقل، تفاجأوا بفواتير مرتفعة.[16]

### 1983
- مجموعة The 414s تخترق 60 نظامًا حاسوبيًا في مؤسسات متعددة، من بينها مختبر لوس ألاموس الوطني ومركز ميموريال سلون كيترينغ للسرطان في مانهاتن.[17] وقد ظهر الحادث كقصة غلاف في مجلة نيوزويك بعنوان "احذروا: الهاكرز في حالة لعب".[18] ونتيجة لذلك، عقد مجلس النواب الأمريكي جلسات استماع حول أمن الحواسيب وأقر عدة قوانين.
- تأسيس مجموعة كيلوباود في فبراير، مما أدى إلى ظهور مجموعات هاكرز أخرى لاحقًا.
- يطرح فيلم مناورات (فيلم) ظاهرة القرصنة الإلكترونية إلى الجمهور الواسع، مما يثير حالة من الذعر الجماعي بشأن قدرة الهاكرز على إشعال حرب نووية عبر إطلاق صاروخ باليستي عابر للقارات.[19]
- يبدأ مجلس النواب الأمريكي جلسات استماع بشأن أمن الحواسيب واختراقها.[20]
- في محاضرته ضمن قائمة الحاصلين على جائزة تورنغ، يشير كين تومسن إلى "القرصنة" ويصف ثغرة أمنية أطلق عليها اسم "حصان طروادة".[21]

### 1984
- شخص يُطلق على نفسه ليكس لوثر يؤسس فيلق الهلاك. سُمي على اسم رسوم كرتونية صباحية، وكان للفيلق سمعة بجذب "أفضل الأفضل" — حتى اختلف أحد أكثر الأعضاء موهبة، مارك أبن، مع عضو الفيلق إريك بلادآكس وتم "طرده من النادي". أصدقاء "فيبر" شكّلوا مجموعة منافسة تُعرف باسم أساتذة الخداع.
- يمنح قانون السيطرة الشاملة على الجريمة صلاحيات التحقيق في احتيال بواسطة الحاسوب لجهاز الخدمة السرية.
- تأسيس عبدة البقرة الميتة في لوبوك، وبدء نشر مجلة إلكترونية خاصة بها.
- تبدأ مجلة 2600، وهي مجلة اختراق أمني، بالنشر المنتظم، تزامنًا مع إصدار العدد الأخير من برنامج الدعم الفني. المحرر "إيمانويل غولدستين" (واسمه الحقيقي إيريك كورلي) استعار اسمه من زعيم المقاومة في رواية 1984 لـ جورج أورويل. توفّر المجلة نصائح للهاكرز ومخترقي الهواتف، بالإضافة إلى تعليقات حول قضايا القرصنة آنذاك. تُباع المجلة اليوم في معظم المكتبات الكبرى.
- يُعقد مؤتمر كايوس للاتصال السنوي الأوروبي للهاكرز، والذي ينظمه نادي كايوس للحاسوب، في هامبورغ بألمانيا.
- نُشرت رواية الخيال العلمي الثورية للكاتب ويليام جيبسون بعنوان نيورومانسر، والتي تدور حول "كيس"، وهو هاكر مستقبلي. وتُعد أول رواية سايبربانك رئيسية، وقد أدخلت إلى قاموس الهاكر مصطلحات مثل "الفضاء الإلكتروني"، و"المصفوفة"، و"سمستم"، و"إلكترونيات مواجهة التسلل".

### 1985
- يُعاد تنظيم كيلوباود تحت اسم P.H.I.R.M. ويبدأ في إدارة مئات من نظام لوحة البيانات عبر الولايات المتحدة وكندا وأوروبا.
- يتم تأسيس المجلة الإلكترونية فراك.
- نُشر كتاب كتيّب الهاكرز في المملكة المتحدة.[22]
- في 12 يوليو 1985، تُنفذ مكاتب التحقيقات الفيدرالية، والخدمة السرية، ومكتب الادعاء في مقاطعة ميدلسكس بولاية نيوجيرسي، إلى جانب أجهزة إنفاذ قانون محلية أخرى، سبعة أوامر تفتيش متزامنة عبر نيوجيرسي، وتصادر معدات من مشغّلي لوحات البيانات ومستخدميها بتهمة "التواطؤ في سرقة حاسوب"،[23] وذلك بموجب قانون جنائي جديد لم يُختبر بعد.[24] عُرفت هذه الحادثة باسم مداهمة القطاع الخاص،[25] أو مصادرة لوحة 2600،[26] وشملت المشتبه بهم مدير لوحة القطاع الخاص، ومدير متجر (وهو أيضًا مشغّل لوحة بيانات)، وبِوولف، وريد بارشيتا، ومصاص الدماء، ومشغّل لوحة NJ Hack Shack، ومشغّل لوحة Treasure Chest.

### 1986
- بعد تصاعد عمليات الاختراق لأنظمة الحكومات والشركات، يُمرر الكونغرس قانون الاحتيال والانتهاك الحاسوبي، الذي يُجرّم اختراق الأنظمة الحاسوبية. ومع ذلك، لا يشمل القانون القُصّر.[بحاجة لمصدر][27]
- روبرت شيفرين وستيفن جولد يُدانان بالدخول إلى حساب تيليكوم غولد العائد إلى فيليب دوق إدنبرة بموجب قانون التزوير والتزييف لعام 1981 في المملكة المتحدة، وهي أول إدانة لاختراق نظام حاسوبي. لكن عند الاستئناف، تُلغى الإدانة لأن الاختراق لا يندرج ضمن تعريف التزوير القانوني.[28]
- يُلقى القبض على هاكر يُدعى "المرشد"، وينشر بعد اعتقاله مقالًا شهيرًا أصبح يُعرف باسم بيان الهاكر في المجلة الإلكترونية فراك. لا يزال هذا البيان يُعد أشهر أدبيات القرصنة، وغالبًا ما يُستخدم لتوضيح طريقة تفكير الهاكرز.
- الفلكي كليفورد ستول يؤدي دورًا محوريًا في تتبع الهاكر ماركوس هيس، وقد وثّق هذه الأحداث لاحقًا في كتابه عام 1990 بيضة الوقواق.[29]

### 1987
- تتسبب دودة شجرة عيد الميلاد EXEC في تعطيل واسع لشبكات VNET وBITNET والشبكة الأوروبية للأبحاث الأكاديمية.[30]

### 1988
- دودة موريس. طالب الدراسات العليا روبرت تي. موريس الابن من جامعة كورنيل يطلق دودة حاسوبية على شبكة أرب نت الحكومية (السابقة للإنترنت).[31][32] انتشرت الدودة إلى 6000 حاسوب شبكي، وأعاقت أنظمة حكومية وجامعية. تم طرد موريس من كورنيل، وحُكم عليه بثلاث سنوات تحت المراقبة، وغُرم 10,000 دولار.[33]
- يتعرض بنك شيكاغو الوطني الأول لسرقة حاسوبية بقيمة 70 مليون دولار.
- يتم إنشاء فريق الاستجابة للطوارئ الحاسوبية بواسطة وكالة مشاريع الأبحاث المتقدمة الدفاعية لمعالجة حماية الشبكات.
- تنتشر دودة بابا نويل عبر شبكات دي سينت.

### 1989
- تطلق جود ميلهون (المعروفة باسم سانت جود) وآر. يو. سيريوس مجلة موندو 2000 في بيركلي، والتي أصبحت من أبرز مجلات نمط حياة التقنية في التسعينات.
- تنتشر دودة وانك ذات الدوافع السياسية عبر ديسينت.
- تبدأ المجلة الهولندية هاك-تك في الصدور.
- يُنشر كتاب بيضة الوقواق من تأليف كليفورد ستول.
- يُكتشف حصان طروادة الإيدز، وهو أول مثال على برنامج فدية يتم اكتشافه.

## التسعينات

### 1990
- تم تنفيذ عملية سانديفل. بعد تحقيق مطول سري، شن عملاء الخدمة السرية مداهمات على منظمين وأعضاء بارزين في شبكات لوحات الإعلانات في 14 مدينة أمريكية، بما في ذلك فيلق الهلاك، حيث جرت اعتقالات ومداهمات في ساعات الصباح الباكر. كانت هذه الاعتقالات تستهدف الحد من سرقة بطاقات الائتمان والاحتيال عبر الهاتف والأسلاك. وقد أدى ذلك إلى تفكك مجتمع القراصنة، حيث بدأ الأعضاء بالكشف عن بعضهم البعض مقابل الحصانة. كما داهمت السلطات مكاتب ستيف جاكسون للألعاب، وصادرت الكتاب المصادر للعبة تقمص الأدوار جوربس سايبربانك، ربما لأن الحكومة اعتقدت أنه "دليل لارتكاب الجرائم الإلكترونية". نشأت معارك قانونية أدت إلى تشكيل مؤسسة التخوم الإلكترونية، بما في ذلك محاكمة نايت لايتننغ.
- الشرطة الفدرالية الأسترالية التي كانت تلاحق أعضاء مجموعة ريلم وهم فينيكس، إلكترون، ونوم، كانت أول من استخدم اعتراض البيانات عن بُعد للحصول على أدلة في قضية جريمة إلكترونية.[34]
- تم تمرير قانون إساءة استخدام الحاسوب 1990 في المملكة المتحدة، مجرِّمًا أي وصول غير مصرح به إلى أنظمة الحاسوب.

### 1992
- صدور فيلم المتسللون، حيث يُجبر خبراء أمن على سرقة جهاز لفك الشيفرات الشاملة لأنظمة التعمية.
- افتتاح ميندفوكس، إحدى أولى شركات مزودي خدمة الإنترنت، للعامة.
- كتب مؤلف الفيروسات البلغاري دارك أفينجر فيروس 1260، أول استخدام معروف لشيفرة متعددة الأشكال، والتي استُخدمت لتجاوز تقنيات التعرف على النماذج المستخدمة من قبل مضاد الفيروسات، والتي تُستخدم اليوم أيضًا في أنظمة كشف التسلل.[27][35]
- نشر دليل تعليمات لاختراق وكالة تقارير الائتمان من قبل جمعية الإمكانيات اللانهائية أدى إلى اعتقال الدكتور ريبكو، مشرف نظام ريبكو بي بي إس المذكور في دليل الجمعية، من قبل الخدمة السرية.[36]

### 1993
- أقيم أول مؤتمر اختراق بعنوان ديف كون في لاس فيغاس. كان الهدف من المؤتمر أن يكون حفلة وداع مؤقتة لشبكات لوحات الإعلانات (التي تم استبدالها بالويب)، لكنه حظي بشعبية كبيرة وتحول إلى حدث سنوي.
- منحت إيه أو إل مستخدميها حق الوصول إلى يوزنت، مما أدى إلى حدوث ما يُعرف بسبتمبر الأبدي.

### 1994
- صيفًا: قام مخترق أمني روسي بتحويل 10 ملايين دولار من بنك Citibank إلى حسابات مصرفية حول العالم. استخدم فلاديمير ليفين، البالغ من العمر 30 عامًا وزعيم المجموعة، حاسوبه المحمول في العمل خارج أوقات الدوام لتحويل الأموال إلى حسابات في فنلندا وإسرائيل. مثل ليفين أمام القضاء في الولايات المتحدة وحُكم عليه بالسجن ثلاث سنوات. تمكنت السلطات من استعادة كل الأموال المسروقة باستثناء 400,000 دولار.
- تكيّف المخترقون سريعًا مع ظهور الشبكة العنكبوتية العالمية، فنقلوا جميع المعلومات التعليمية الخاصة بالاختراق وبرامجهم من أنظمة BBS القديمة إلى مواقع ويب مخصصة للمخترقين.
- تم إصدار أوهيل، وهي برمجيات مجانية برمجيات تطبيقية مكّنت مجتمعًا متزايدًا من أطفال السيكربت عديمي الخبرة من إثارة الفوضى في إيه أو إل. على مدى أيام، امتلأت صناديق البريد الإلكتروني لمئات الآلاف من المستخدمين برسائل ضخمة بـ القنبلة، كما تم تعطيل غرف الدردشة عبر الرسائل المزعجة.
- 27 ديسمبر: بعد تعرضه لهجوم انتحال عنوان آي بي من قبل كيفين ميتنيك، بدأ خبير أمن الحاسوب تسوتومو شيمومورا بتلقي مكالمات مزعجة ساهمت في شيوع عبارة "الكونغ فو الخاص بي أقوى من الكونغ فو الخاص بك".[37]

### 1995
- تم إصدار الفيلمين الشبكة والقراصنة.
- تم اختراق مزود الخدمة الكندي dlcwest.com واستبدال موقعه برسوم توضيحية وتعليق "لقد تم اختراقك MOFO".
- قامت الخدمة السرية الأمريكية بمداهمة 12 مخترقًا للهواتف الخلوية واعتقلت 6 منهم في إطار عملية "سايبرسنير".
- 22 فبراير: داهم مكتب التحقيقات الفيدرالي مجموعة "خبراء الهاتف".[38]

### 1996
- قام المخترقون بتغيير محتوى مواقع الإنترنت التابعة لـوزارة العدل (أغسطس)، ووكالة المخابرات المركزية (أكتوبر)، والقوات الجوية الأمريكية (ديسمبر).
- اخترقت مجموعة الإخوة الكندية موقع هيئة الإذاعة الكندية.
- تم القبض على المخترق جون سابو من أريزونا، المعروف بلقب FizzleB/Peanut، بسبب اختراقه لمزود الخدمة الكندي dlcwest.com، مدعيًا أن الشركة كانت تقوم بالاحتيال على العملاء عبر فواتير زائدة.
- أفاد مكتب المحاسبة العام الأمريكي بأن المخترقين حاولوا التسلل إلى ملفات وزارة الدفاع الأمريكية نحو 250,000 مرة في عام 1995 وحده، بمعدل نجاح بلغ حوالي 65% وكان يتضاعف سنويًا.[39][40][41][42]
- نشأت علم الفيروسات المشفرة مع اختراع بروتوكول الابتزاز التشفيري الذي أصبح لاحقًا أساسًا لبرمجيات الفدية الحديثة.[43]

### 1997
- تم إصدار أقوى برنامج اختراق لـ AOL على الإطلاق، المسمى Lucifer-X من قبل NailZ. خلال أيام، أصبح مئات الآلاف من المستخدمين يستعملون AOL مجانًا.
- شاب كرواتي يبلغ من العمر 16 عامًا يخترق أجهزة كمبيوتر في قاعدة تابعة للقوات الجوية الأمريكية في غوام.[44]
- يونيو: اختبار مستقبل مؤهل 97 لقدرة الحكومة الأمريكية على مواجهة هجمات سيبرانية.
- ديسمبر: تنشر مجلة الأمن المعلوماتي[27] أول عدد لها.
- أولى الهجمات البارزة على ويندوز إن تي من مايكروسوفت ونظام تشغيلها.[45]

### 1998
- يناير: ياهو! تُخطر المستخدمين بأن أي شخص زار موقعها خلال الشهر الماضي ربما قام بتحميل قنبلة منطقية ودودة حاسوب زرعها قراصنة هددوا بأن "قنبلة منطقية" ستنفجر إن لم يُفرج عن كيفين ميتنيك من السجن.[46]
- فبراير: تقترح اتحاد برامج الإنترنت استخدام امتدادات أمان نظام أسماء النطاقات لتأمين خوادم الأسماء.
- 19 مايو: سبعة من أعضاء مجموعة القرصنة الفكرية المعروفة باسم لوفت يدلون بشهادتهم أمام لجنة الشؤون الحكومية في الكونغرس الأمريكي حول "ضعف أمان الحواسيب في الحكومة".
- يونيو: تنشر مجلة الأمن المعلوماتي أول مسح صناعي سنوي لها، وتكشف أن نحو ثلاثة أرباع المؤسسات تعرضت لحادث أمني في العام السابق.
- سبتمبر: مسرح الاضطراب الإلكتروني، وهي مجموعة فنون أدائية سياسية عبر الإنترنت، تهاجم مواقع البنتاغون، ورئيس المكسيك إرنستو زيديلو، وبورصة فرانكفورت، واصفة ذلك بأنه فن تصوري واحتجاج على قمع الزاباتيستا في جنوب المكسيك. استخدمت المجموعة برنامج FloodNet لإغراق المواقع بطلبات وصول.[47]
- أكتوبر: تعلن النائب العام للولايات المتحدة جانيت رينو عن إنشاء المركز الوطني لحماية البنية التحتية.

### 1999
- يصبح أمن الحاسوب موضوعًا سائدًا. بعد إصدار ويندوز 98 من مايكروسوفت، يتحول عام 1999 إلى عام محوري للأمن السيبراني. تصدر مئات التنبيهات والتحديثات لمعالجة أخطاء برمجية مكتشفة في ويندوز وبرمجيات تجارية أخرى. تطلق العديد من الشركات برامج مضادة للاختراق مخصصة للاستخدام المنزلي.
- يعلن الرئيس الأمريكي بيل كلينتون عن مبادرة بقيمة 1.46 مليار دولار لتحسين أمن الحاسوب الحكومي، تشمل إنشاء شبكة لرصد التسللات لبعض الوكالات الفيدرالية وتشجيع القطاع الخاص على فعل المثل.
- 7 يناير: تعلن مجموعة "فيلق تحت الأرض" "الحرب" على حكومتي العراق والصين. تصدر مجموعة من القراصنة الدوليين (بما فيهم عبادة البقرة الميتة، وطاقم 2600، وطاقم فراك، ولوفت، ونادي كايوس للحاسوب) بيانًا مشتركًا (CRD 990107 - القراصنة ضد الحرب المعلوماتية) يدين إعلان الحرب. تستجيب LoU بسحب إعلانها.
- مارس: يُطلق فيروس ميليسا ويصبح أسرع البرمجيات الخبيثة تكلفة في ذلك الوقت.
- يوليو: تطلق مجموعة عبادة البقرة الميتة برنامج فتحة خلفية 2000 خلال مؤتمر ديف كون.
- أغسطس: يُحكم على كيفين ميتنيك بالسجن خمس سنوات، قضى أكثر من أربع سنوات منها قبل المحاكمة، بينها 8 أشهر في الحبس الانفرادي.
- سبتمبر: تخترق مجموعة طاقم المستوى السابع موقع سفارة الولايات المتحدة في الصين وتضع شعارات عنصرية ومعادية للحكومة، احتجاجًا على تفجيرات سفارات الولايات المتحدة 1998.[48]
- 16 سبتمبر: تحكم وزارة العدل الأمريكية على مجموعة "خبراء الهاتف".[49]
- أكتوبر: تقدم أمريكان إكسبريس بطاقة "بلو"، وهي أول بطاقة ذكية تعتمد على الشريحة في الولايات المتحدة.
- 17 نوفمبر: يكشف أحد القراصنة خلال مقابلة مع هلي روز في برنامج من الساحل إلى الساحل صباحًا (الذي كان يستضيفه أرت بيل) عن مؤامرة لتنظيم القاعدة لتخريب قطارات أمتراك. مما أدى إلى إيقاف القطارات احترازيًا مع اقتراب مشكلة سنة 2000.

## عقد 2000

### 2000
- مايو: دودة أي لاف يو، المعروفة أيضًا باسم في بي إس/رسالة الحب و حشرة الحب، هي دودة حاسوب كُتبت بلغة في بي سكربت. أصابت ملايين الحواسيب حول العالم خلال ساعات قليلة من إطلاقها. تُعتبر من أكثر الديدان ضررًا على الإطلاق. نشأت في الفلبين؛ أنشأها الطالب أونيل دي غوزمان من جامعة إيه إم إيه كمشروع تخرج.
- سبتمبر: أصبح المخترق جوناثان جيمس أول قاصر يُسجن بسبب اختراقات إلكترونية.

### 2001
- أصبحت شركة مايكروسوفت ضحية بارزة لنوع جديد من الهجمات يستهدف خادم الأسماء، حيث يتم تخريب مسارات الـ DNS التي توجه المستخدمين إلى مواقع الشركة ضمن هجمات الحرمان من الخدمات.
- فبراير: أطلق مخترق هولندي فيروس آنا كورنيكوفا، والذي خدع المستخدمين بفتح مرفق يعد بصورة جذابة لنجمة كرة المضرب الروسية.
- أبريل: قام عملاء مكتب التحقيقات الفيدرالي بخداع اثنين من مخترق أمني روسيين للحضور إلى الولايات المتحدة وكشف أساليب اختراقهم للبنوك الأمريكية.[50]
- يوليو: تم اعتقال المبرمج الروسي ديمتري سكلياروف خلال مؤتمر ديف كون السنوي، ليصبح أول شخص يُتهم جنائيًا بانتهاك قانون الألفية للملكية الرقمية.
- أغسطس: دودة كود رد تصيب عشرات آلاف الأجهزة.
- تم إنشاء التحالف الوطني للأمن السيبراني (NCSA) استجابة لهجمات 11 سبتمبر على مركز التجارة العالمي.[51]

### 2002
- يناير: أعلن بيل غيتس أن شركة مايكروسوفت ستُركّز على أمن منتجاتها وخدماتها، وأطلق حملة داخلية ضخمة للتدريب وضبط الجودة.
- مارس: تم اعتقال غاري ماكينون بعد اختراقه غير المصرح به لأنظمة عسكرية أمريكية وأنظمة وكالة ناسا.
- مايو: ظهرت دودة كليز (دودة حاسوب)، وهي نسخة مطورة من دودة سابقة، وتسببت بأكبر تفشٍ من حيث عدد الأجهزة المصابة، لكنها لم تُحدث أضرارًا مالية كبيرة.
- يونيو: تقدمت إدارة الرئيس بوش بمشروع قانون لإنشاء وزارة الأمن الداخلي (الولايات المتحدة), والتي ستُكلّف من بين مهامها بحماية بنية تحتية تقانة المعلومات الوطنية.
- أغسطس: نشر الباحث كريس باغيت ورقة بحثية عن "هجمات التحطيم"، موضحًا كيف يمكن استخدام التواصل بين العمليات غير الموثق في ويندوز للسيطرة على الأجهزة. أثارت الورقة تساؤلات حول مدى قابلية تأمين ويندوز، لكنها وُصفت لاحقًا بأنها غير ذات صلة لكون الثغرات ناتجة عن تطبيقات غير آمنة وليس عن النظام ذاته.
- أكتوبر: منح الاتحاد الدولي لشهادات أمن نظم المعلومات شهادة محترف أمن نظم المعلومات رقم 10,000.

### 2003
- تم تأسيس مجموعة أنونيموس الناشطة في مجال القرصنة.
- مارس: حصلت مجموعتا عبادة البقرة الميتة والهاكتيفزمو على تصريح من وزارة التجارة لتصدير برامج تشفير قوية.

### 2004
- مارس: تم تخريب موقع الحزب الوطني في نيوزيلندا من قِبل مجموعة هاكتفستية تُدعى بلاك ماسك أو القناس الأسود (بالإنجليزية: BlackMask).[52]
- يوليو: ادعت كوريا الشمالية أنها درّبت 500 مخترق نجحوا في اختراق أنظمة الحاسوب التابعة لكوريا الجنوبية واليابان وحلفائهما.[53]
- أكتوبر: تم إطلاق "شهر التوعية بالأمن السيبراني الوطني" من قبل التحالف الوطني للأمن السيبراني ووزارة الأمن الداخلي الأمريكية.

### 2005
- 2 أبريل: تم اعتقال رافائيل نونيز (المعروف باسم رافا)، أحد أعضاء مجموعة الاختراق عالم الجحيم، بعد وصوله إلى مطار ميامي الدولي، لاختراقه نظام وكالة نظم المعلومات الدفاعية في يونيو 2001.[54]
- 13 سبتمبر: حُكم على كاميرون لاكروكس بالسجن 11 شهرًا لاختراقه شبكة تي-موبايل يو إس والوصول إلى جهاز باريس هيلتون من نوع خطر الهيب توب.[55]
- 3 نوفمبر: تم القبض على جينسون جيمس أنتشيتا، والذي وُصف بأنه عضو في "بوتماستر تحت الأرض"، وهي مجموعة من أطفال السيكربت معروفة باستخدامها الكثيف لشبكة البوتات لنشر الرسائل المزعجة.[56]

### 2006
- يناير: تم اكتشاف واحدة من القلائل من الديدان التي ما زالت تعتمد على تدمير البيانات بدلًا من استخدام الأجهزة لتنفيذ هجمات، وكانت تُعرف بعدة أسماء منها كاما سوترا، بلاك وورم، ماي وايف، وغيرها. كانت تنتشر عبر دفاتر العناوين وتقوم بإفساد المستندات ببيانات عشوائية لإرباك المستخدمين. لم تُشكل تهديدًا كبيرًا رغم تغطية إعلامية مبالغ بها.
- مايو: تلقى جينسون جيمس أنتشيتا حكمًا بالسجن 57 شهرًا،[57] ودفع تعويضات بقيمة 15,000 دولار، إضافةً إلى مصادرة ممتلكاته.
- مايو: قام المخترق التركي إسكوربتكس بأكبر عملية تخريب مواقع في التاريخ حتى ذلك الحين، حيث اخترق 21,549 موقعًا دفعة واحدة.[58]
- يوليو: تمت محاكمة روبرت مور وإيدوين بينا لاختراق أنظمة فويب. حُكم على مور بالسجن عامين وبينا بعشر سنوات وغرامة مليون دولار.[59]
- سبتمبر: أطلق المخترق فيودنتيا أداة FairUse4WM التي تزيل إدارة الحقوق الرقمية من ملفات نظام ويندوز الصوتي التي تم تحميلها من خدمات الموسيقى مثل ياهو! أنليميتد ونابستر وغيرها.

### 2007
- 17 مايو: تعافت إستونيا من هجوم حرمان من الخدمة واسع النطاق.[60]
- 13 يونيو: كشفت عملية تحميص البوت التي قادها مكتب التحقيقات الفيدرالي عن أكثر من مليون ضحية لشبكات البوتات.[61]
- 21 يونيو: حادثة تصيد احتيالي في مكتب وزير الدفاع أدت إلى سرقة معلومات دفاعية حساسة، مما نتج عنه تغييرات كبيرة في سياسات التحقق من الهوية.[62][63]
- 11 أغسطس: تم اختراق موقع الأمم المتحدة من قبل المخترق الهندي بانكاج كومار سينغ.[64]

- 14 نوفمبر: فيروس "الباندا يحرق البخور" المعروف بعدة أسماء أخرى، منها فوجاكس ورادوپان.تي، أدى إلى اعتقال ثمانية أشخاص في الصين. كان هذا الفيروس من النوع الطفيلي، حيث يصيب الملفات التنفيذية في الحاسوب، وعند الإصابة يتغير رمز الملف التنفيذي إلى صورة باندا يحمل ثلاث عيدان بخور. كانت هذه أولى حالات الاعتقال في الصين بتهمة كتابة الفيروسات.[65]

### 2008
- 17 يناير: مشروع تشانولوجي؛ قامت أنونيموس بمهاجمة خوادم مواقع السيانتولوجيا حول العالم. تم سرقة وثائق خاصة من حواسيب السيانتولوجيا وتوزيعها عبر الإنترنت.
- 7 مارس: ادعى نحو 20 مخترقًا صينيًا أنهم تمكنوا من الوصول إلى أكثر المواقع حساسية في العالم، بما في ذلك بنتاغون. وكانوا يعملون من شقة في جزيرة صينية.[66]
- 14 مارس: تم اختراق موقع شركة تريند ميكرو بنجاح من قبل المخترق التركي جانزاري (الاسم الحقيقي: أوتكو).[67]

### 2009
- 4 أبريل: دودة كونفيكر اخترقت ملايين الحواسيب حول العالم، بما في ذلك العديد من شبكات الحواسيب الحكومية ذات الأمان العالي.[68]

## عقد 2010

### 2010
- 12 يناير: كشفت شركة قوقل علنًا[69] أنها تعرضت لـ "هجوم معقد ومستهدف للغاية على بنيتها التحتية التقنية مصدره الصين، أدى إلى سرقة ملكية فكرية من قوقل".
- يونيو: تم اكتشاف دودة ستوكسنت من قبل شركة فيروس بلوكادا. وكانت ستوكسنت غير اعتيادية من حيث أنها انتشرت عبر حواسيب تعمل بنظام ويندوز، لكن الحمولة المستهدفة كانت نوعًا ونموذجًا معينًا من أنظمة نظام تحصيل البيانات والتحكم. واتضح لاحقًا أنها هجوم إلكتروني على المنشآت النووية الإيرانية، حيث يعتقد معظم الخبراء أن إسرائيل[70] كانت وراءه، ربما بمساعدة أمريكية.
- 3 ديسمبر: أقيم أول مؤتمر للبرمجيات الخبيثة، مالكون، في الهند. أسسه راجشيخار مورثي، ويدعى مبرمجو البرمجيات الخبيثة لعرض مهاراتهم في هذا الحدث السنوي المدعوم من حكومة الهند.

### 2011
- تم تشكيل مجموعة القراصنة لولزسك.
- 9 أبريل: تم اختراق موقع بنك أمريكا من قبل هاكر تركي يُدعى جيوباردي. وتشير التقديرات إلى أن 85,000 رقم حساب وبطاقة ائتمان قد سُرقت بسبب هذا الاختراق. وأكد مسؤولو البنك أن معلومات العملاء الشخصية لم تكن متاحة على تلك الصفحة. ويجري مكتب التحقيقات الفيدرالي تحقيقًا لتعقب الهاكر المتهم.[71]
- 17 أبريل: أدى هجوم على "بلاي ستيشن نيتورك" إلى إيقافها، وتسريب معلومات شخصية (قد تشمل تفاصيل بطاقات ائتمان) لـ77 مليون حساب، في ما يُعد أحد أكبر خمسة خروقات بيانات على الإطلاق.[72]
- قام الهاكر sl1nk بنشر معلومات عن اختراقه لخوادم وزارة الدفاع الأمريكية (DoD)، والبنتاغون، ووكالة ناسا، ووكالة الأمن القومي، والجيش الأمريكي، ووزارة البحرية، وقيادة أنظمة الفضاء والحرب البحرية، وغيرها من مواقع الحكومة الأمريكية والبريطانية.[73]
- سبتمبر: سجّل الهاكر البنغلاديشي TiGER-M@TE رقمًا قياسيًا عالميًا في تاريخ تشويه المواقع، حيث اخترق 700,000 موقع إلكتروني دفعة واحدة.[74]
- 16 أكتوبر: تم اختراق قناة يوتيوب الخاصة بـشارع سمسم، وعرض محتوى إباحي لمدة تقارب 22 دقيقة.[75]
- 1 نوفمبر: تعرضت الشبكات الرئيسية للهواتف والإنترنت في الضفة الغربية وقطاع غزة لهجوم إلكتروني مصدره مواقع متعددة حول العالم.[76]
- 7 نوفمبر: تم اختراق منتديات خدمة ستيم التابعة لـفالف، حيث ظهرت روابط لموقع اختراق يُدعى Fkn0wned على المنتديات، يعرض "دروسًا وأدوات للاختراق، ومحتوى إباحي، وهدايا مجانية، وغير ذلك".[77]
- 14 ديسمبر: تم اعتقال خمسة أعضاء من مجموعة الهاكرز النرويجية Noria، يُشتبه في أنهم اخترقوا بريد المتطرف أندرس بهرنغ بريفيك، منفذ هجوما النرويج 2011 في البلاد.[78]

### 2012
- نشر أحد القراصنة أكثر من 400,000 بطاقة ائتمان على الإنترنت،[79] وهدد إسرائيل بنشر مليون بطاقة ائتمان لاحقًا. ردًا على هذا الحادث، قام أحد القراصنة الإسرائيليين بنشر بيانات أكثر من 200 بطاقة ائتمان ألبانية على الإنترنت.[80][81]

- أُدين غوتفريد سفارهولم وارج، المؤسس المشارك لموقع ذا بايرت بي، في الدنمارك لاختراقه حاسوبًا مركزيًا، فيما اعتُبر أكبر قضية اختراق في تاريخ الدنمارك آنذاك.[82]

- 7 يناير: تم اعتقال مجموعة من القراصنة النرويجيين تُدعى "فريق أبونيتي" لاختراقهم أكبر موقع دعارة في النرويج ونشر قاعدة بيانات المستخدمين على الإنترنت.[83]
- 3 فبراير: تعرضت شركة ماريوت الدولية للاختراق من قبل إيديولوجي ينتمي إلى العصر الجديد يُدعى أتيلا نيميث، والذي كان يعارض نظرية مؤامرة النظام العالمي الجديد وادعى أن الشركات تتحكم بالعالم. أبلغت ماريوت عنه إلى جهاز الخدمة السرية الأمريكي.[84]
- 8 فبراير: تعرضت شركة فوكسكون للاختراق من قبل مجموعة قراصنة تُدعى "سواغ للأمن"، حيث تم تسريب كمية هائلة من البيانات، بما في ذلك بيانات الدخول للبريد الإلكتروني والخوادم، بل وأخطر من ذلك—بيانات حسابات بنكية لشركات كبرى مثل أبل ومايكروسوفت. جاء هذا الهجوم بالتزامن مع احتجاجات في مصانع فوكسكون بسبب سوء ظروف العمل في جنوب الصين.[85]
- 4 مايو: تم تشويه مواقع عدة مكاتب تمثيلية تركية لشركات تكنولوجيا دولية في نفس اليوم من قبل القرصان التركي "فورتي سيفين" أو "47" (بالإنجليزية: F0RTYS3V3N)، وشملت المواقع المستهدفة مواقع جوجل، ياندكس، مايكروسوفت، جي ميل، إم إس إن، أوت لوك.كوم، وباي بال.[86][87][88][89]
- 24 مايو: تم اختراق نظام WHMCS من قبل مجموعة يو جي نازي، وقالوا إن السبب هو استخدام مواقع غير قانونية لبرمجيتهم.
- 31 مايو: تم اختراق ماي بيبي من قبل مجموعة القراصنة يو جي نازي، وتم تشويه الموقع ليوم كامل تقريبًا، وقالوا إن سبب ذلك هو استياؤهم من استخدام منتدى Hackforums.net لبرمجيتهم.
- 5 يونيو: تم اختراق موقع التواصل الاجتماعي لينكد إن وسُرقت كلمات مرور نحو 6.5 مليون حساب مستخدم. نتيجة لذلك، وجهت هيئة محلفين أمريكية كبرى لائحة اتهام ضد نيكولين وثلاثة شركاء مجهولين بتهم تتعلق بسرقة الهوية والدخول غير المشروع للحواسيب.
- 15 أغسطس: تعرضت أرامكو السعودية لهجوم سيبراني مشلول استمر لأشهر بواسطة برمجية خبيثة تُدعى فيروس شمعون، ويُعد أكبر اختراق في التاريخ من حيث التكلفة والدمار. نفذه مجموعة إيرانية تُدعى "سيف العدالة".[90] ردًّا على فيروس Stuxnet، أطلق القراصنة الإيرانيون شمعون، ودمر الفيروس أكثر من 35,000 حاسوب تابع للسعودية أرامكو، مما أثّر على عملياتها لعدة أشهر.
- 17 ديسمبر: أعلن القرصان sl1nk أنه اخترق أنظمة نظام تحصيل البيانات والتحكم التابعة لتسع دول، وقد شملت الأدلة 6 دول منها: فرنسا، النرويج، روسيا، إسبانيا، السويد، والولايات المتحدة.[91]

### 2013
- تعرض موقع التواصل الاجتماعي تمبلر لهجوم إلكتروني، ما أدى إلى تسريب 65,469,298 عنوان بريد إلكتروني وكلمة مرور. وقد أكد الباحث الأمني تروي هانت صحة هذا الاختراق.[92]

- أغسطس: وقع اختراق لـياهو!، حيث تم تسريب بيانات أكثر من 3 مليارات مستخدم.[93]

### 2014
- 7 فبراير: أعلنت بورصة بيتكوين إم تي جوكس إفلاسها بعد أن سُرق منها على ما يبدو 460 مليون دولار أمريكي من قبل قراصنة بسبب "ثغرات في [نظامهم]"، كما اختفى مبلغ إضافي قدره 27.4 مليون دولار من حساباتها المصرفية.[94]
- أكتوبر: تم اختراق نظام الحواسيب في البيت الأبيض.[95] وذكرت مصادر أن مكتب التحقيقات الفيدرالي والخدمة السرية ووكالات استخبارات أمريكية أخرى صنّفت الهجمات ضمن "أكثر الهجمات تطورًا التي تم شنها ضد أنظمة الحكومة الأمريكية على الإطلاق".[96]
- 24 نوفمبر: ردًا على إصدار فيلم المقابلة، تم اختراق خوادم سوني بيكتشرز من قبل مجموعة هاكرز تُدعى "حراس السلام".
- 28 نوفمبر: تم اختراق موقع شركة الاتصالات الفلبينية غلوب تيليكوم احتجاجًا على سوء جودة الإنترنت التي تقدمها.[97]

### 2015
- يونيو: تم خرق بيانات مكتب إدارة شؤون الموظفين (OPM) وسُرقت بيانات 21.5 مليون شخص، بما في ذلك أرقام الضمان الاجتماعي، وتواريخ الميلاد، والعناوين، وبصمات الأصابع، ومعلومات تتعلق بالحصول على تصاريح أمنية.[98] معظم الضحايا كانوا من موظفي الحكومة الأمريكية أو المتقدمين الفاشلين للعمل فيها. ذكرت صحيفتا وول ستريت جورنال وواشنطن بوست أن مصادر حكومية تعتقد أن الجهة المخترقة هي حكومة الصين.[99][100]
- يوليو: تم اختراق خوادم موقع أشلي ماديسون للعلاقات الغرامية خارج إطار الزواج.

### 2016
- فبراير: تم تنفيذ محاولة سرقة بقيمة 951 مليون دولار من بنك بنغلاديش، ونجح القراصنة في الاستيلاء على 101 مليون دولار — تمت استعادة جزء منها لاحقًا.
- 22 يوليو: نشرت ويكيليكس مستندات من تسريب رسائل البريد الإلكتروني للجنة الوطنية الديمقراطية 2016.
- 29 يوليو: شنت مجموعة يُعتقد أنها من الصين هجمات قرصنة على مطارات فيتنامية عبر موقع خطوط فيتنام الجوية.
- 13 أغسطس: بدأت مجموعة "سماسرة الظل" بنشر تسريبات تتضمن أدوات اختراق من وكالة الأمن القومي الأمريكية، بما في ذلك العديد من هجوم دون انتظار، واستمرت التسريبات حتى أبريل 2017.
- سبتمبر: حُكم على الهاكر أرديت فيريزي بالسجن 20 عامًا بعد اعتقاله بتهمة اختراق خوادم أمريكية وتسريب المعلومات لأعضاء من تنظيم الدولة الإسلامية (داعش).[101]
- أكتوبر: تم تنفيذ هجوم داين الإلكتروني باستخدام شبكة بوت نت من أجهزة إنترنت الأشياء المصابة ببرنامج ميراي. وتورطت مجموعات "تشكيلة إسبانيا" و"مجهول" و"عالم الهاكرز الجديد"، ويُعتقد أن الهجوم كان انتقامًا من الإكوادور لسحبها اتصال الإنترنت عن جوليان أسانج مؤسس ويكيليكس، أثناء لجوئه في سفارة الإكوادور في المملكة المتحدة.[102]
- أواخر 2016: سرق قراصنة بيانات المستخدمين الدولية من شركة أوبر، بما في ذلك أرقام الهواتف وعناوين البريد الإلكتروني والأسماء، تخص 57 مليون شخص و600,000 رقم رخصة قيادة لسائقي الشركة. وقد تم اختراق حساب غيت هاب الخاص بأوبر عبر خدمة مستندة إلى خدمات أمازون ويب. دفعت أوبر 100,000 دولار للقراصنة مقابل ضمانات بأن البيانات قد تم تدميرها.[103]
- ديسمبر 2016: أعلنت شركة ياهو! عن خرق أثر على أكثر من مليار مستخدم. شمل تسريب البيانات أسماء المستخدمين، وعناوين البريد الإلكتروني، وأرقام الهواتف، وأسئلة وأجوبة الأمان (مشفرة أو غير مشفرة)، وتواريخ الميلاد، وكلمات المرور المجزأة (هاش).

### 2017
- أبريل: قامت مجموعة قرصنة تُطلق على نفسها اسم "ذا دارك أوفرلورد" بنشر حلقات غير معروضة من مسلسل البرتقالي هو الأسود الجديد على الإنترنت بعد فشلها في ابتزاز شركة الترفيه عبر الإنترنت نتفليكس.[104]
- مايو: بدأ هجوم واناكراي الإلكتروني يوم الجمعة، 12 مايو 2017،[105] ووُصف بأنه غير مسبوق من حيث الحجم، حيث أصاب أكثر من 230,000 جهاز حاسوب في أكثر من 150 دولة.[106] وقد احتُجزت نسخة من فيلم غير معروض تابع لشركة شركة والت ديزني بعنوان قراصنة الكاريبي: الرجال الأموات لا يحكون حكايات مقابل فدية، حيث هدّد المهاجمون بنشره علنًا ما لم تُدفع الفدية بعملة بيتكوين.[107]
- مايو: تم الحصول على 25,000 صورة رقمية ونسخ من بطاقات هوية تتعلق بمرضى في عيادة تجميل تُدعى "جراحة غروزيو" في ليتوانيا، ونُشرت دون إذن من قبل مجموعة مجهولة طالبت بفدية.[108][109][110] وقد تضرر آلاف العملاء من أكثر من 60 دولة.[108] وسلّط هذا الاختراق الضوء على نقاط الضعف في أمن المعلومات في ليتوانيا.[108]
- يونيو: الهجمات الإلكترونية على أوكرانيا 2017.[111]
- يونيو: اكتشاف تريتون (المعروف أيضًا باسم تريسيس)، وهو إطار برمجي خبيث صُمم لإعادة برمجة ترايكونكس أنظمة السلامة الآلية الخاصة بنظام التحكم الصناعي، في مصنع بتروكيماويات سعودي.[112]
- أغسطس: طالب قراصنة بفدية قدرها 7.5 مليون بيتكوين مقابل عدم تسريب عروض ونصوص حلقات من إتش بي أو، من بينها بولرز، وغرفة 104، وصراع العروش.[113]
- مايو–يوليو 2017: حادثة اختراق إكويفاكس.[114]
- سبتمبر 2017: ديلويت.[115]
- ديسمبر: اختُرقت أنظمة الحاسوب في مقاطعة مكلينبرغ، ولم تدفع المقاطعة الفدية المطلوبة.[116]

### 2018
- مارس: استولى القراصنة على أنظمة الحواسيب في مدينة أتلانتا بولاية جورجيا الأمريكية باستخدام برمجية فدية. لم تدفع المدينة الفدية،[117] وتم توجيه الاتهام من قبل مكتب التحقيقات الفيدرالي إلى إيرانيين اثنين بجرائم إلكترونية بسبب هذا الخرق.[118]
- استولى القراصنة على أنظمة الحواسيب في بلدة واسغا بيتش في أونتاريو، كندا باستخدام برمجية فدية.[119]
- سبتمبر: تم اختراق فيسبوك، مما أدى إلى كشف المعلومات الشخصية لما يُقدّر بـ30 مليون مستخدم (قُدّر العدد أولاً بـ50 مليونًا)، عندما "سرق" القراصنة "رموز الوصول" الخاصة بـ400,000 مستخدم. شملت المعلومات المكشوفة عناوين البريد الإلكتروني، أرقام الهواتف، قوائم الأصدقاء، المجموعات، بيانات البحث، المنشورات، وأسماء المحادثات الأخيرة على ماسنجر.[120][121]
- أكتوبر: استولى القراصنة على أنظمة الحواسيب في ويست هيفن باستخدام برمجية فدية، ودفع المسؤولون مبلغ 2000 دولار كفدية.[122]
- نوفمبر:
  - حدث أول اتهام رسمي في الولايات المتحدة لأشخاص بخصوص هجمات برمجية فدية. وجهت وزارة العدل اتهامات لفارامرز شاهي سافاندي ومحمد مهدي شاه منصوري لاستخدامهما برمجية سام سام للحصول على أكثر من 6 ملايين دولار كفديات. شملت الشركات المصابة "جميع النصوص"، مدستار هيلث، ومركز هوليوود الطبي المشيخي. تسببت هذه الهجمات بخسائر تتجاوز 30 مليون دولار إضافةً إلى الفديات المدفوعة.[123]
  - كشفت ماريوت أن علامة فنادق ستاروود التابعة لها قد تعرضت للاختراق.[124]

### 2019
- مارس: استولى القراصنة على أنظمة الحواسيب في مقاطعة جاكسون (جورجيا) بولاية جورجيا الأمريكية باستخدام برمجية فدية، ودفع المسؤولون فدية قدرها 400,000 دولار.[125] كما تعرضت مدينة ألباني لهجوم إلكتروني بواسطة برمجية فدية.[126][127]
- أبريل: استولى القراصنة على أنظمة الحواسيب في مدينة أوغوستا باستخدام برمجية فدية.[128][129] كما استولى القراصنة على أنظمة غرينفيل باستخدام برمجية روبن هود.[130][131] كما هاجم القراصنة أنظمة مقاطعة إمبيريال ببرمجية Ryuk.[132]
- مايو: استولى القراصنة على أنظمة بالتيمور باستخدام برمجية روبن هود وفيروس "قفل الملفات"، بالإضافة إلى أداة "الأزرق الأبدي".[133][134][135][136]
- يونيو: دفعت مدينة ريفييرا بيتش حوالي 600,000 دولار كفدية ببيتكوين بعد هجوم ببرمجية فدية.[137] كما سرق القراصنة 18 ساعة من موسيقى فرقة راديوهيد التي لم تُصدر بعد، وطلبوا فدية قدرها 150,000 دولار. رفضت الفرقة الدفع ونشرت الموسيقى للعامة.[138]
- نوفمبر: أعلنت أنونيموس عن اختراقها لأربع قواعد بيانات صينية وتسليمها لخدمة "vigilante.pw" المختصة في فهرسة الاختراقات، دعمًا لاحتجاجات هونغ كونغ 2019-20. كما أشاروا إلى خطة سلام محتملة اقترحها أستاذ في جامعة إينها لتحقيق التوحيد الكوري والاستجابة للمطالب الخمسة للحراك.[139]

## عقد 2020

### 2020
- مايو: أعلنت مجموعة أنونيموس عن عملية اختراق كبيرة في 28 مايو، بعد ثلاثة أيام من مقتل جورج فلويد. وذكر شخص يدعي تمثيل المجموعة في فيديو تم حذفه لاحقًا: "نحن الفيلق. لا نغفر. لا ننسى. انتظرونا." وتحدثت أنونيموس عن عنف الشرطة، وقالت إنها "ستفضح العديد من جرائمهم أمام العالم". ويُشتبه في أن أنونيموس كانت سببًا في تعطل موقع إدارة شرطة مينيابوليس وموقعها الرئيسي، وهو موقع مينيابوليس.[140]
- مايو: انتحل المواطن الهندي "شوبهام أوبادهياي" صفة مشرف شرطة، وباستخدام الهندسة الاجتماعية وتطبيق مجاني لتحديد هوية المتصل، اتصل بمسؤول مركز شرطة كوتوالي "ك. ك. غوبتا" لتهديده كي يقوم بإصلاح هاتفه أثناء جائحة فيروس كورونا. وقد أُحبِطت محاولته.[141]
- يونيو: أعلنت أنونيموس مسؤوليتها عن سرقة وتسريب مجموعة ضخمة من الوثائق سُميت مجتمعةً بـ بلوليكس. وقد نُشرت المجموعة التي بلغت 269 غيغابايت من قبل جماعة ناشطة تركّز على التسريبات تُعرف باسم إنكار الأسرار الموزع. كما أسقطت المجموعة موقع أتلانتا الإلكتروني بهجوم هجمات الحرمان من الخدمات، وعبثت بمواقع أخرى مثل صفحة حكومية في الفلبين وموقع مختبر بروكهافن الوطني. أظهرت المجموعة دعمها لـ جوليان أسانج وحرية الصحافة، وهاجمت لفترة وجيزة فيسبوك وريديت وويكيبيديا لضلوعهم فيما وصفوه بـ"ممارسات مشبوهة خلف أعيننا". وفي حالة ريديت، نشروا رابطًا لوثيقة محكمة تشير إلى تورط محتمل لمشرف في مجتمع (/r/news) بقضية متعلقة بالمضايقة الإلكترونية.[142][143]
- يونيو: يُعتقد أن موقع إدارة شرطة بوفالو قد تم اختراقه من قبل أنونيموس.[144] ورغم عودة الموقع للعمل بعد دقائق، غردت أنونيموس على تويتر مجددًا مطالبة بإسقاطه.[145] وبعد دقائق أُسقط الموقع مجددًا. كما اخترقت أنونيموس أجهزة الراديو الخاصة بشرطة شيكاغو لتشغيل أغنية إن دبليو أيه "تبًا للشرطة".[146]
- يونيو: تم اختراق أكثر من 1,000 حساب في لعبة روبلوكس متعددة اللاعبين لعرض دعمهم للرئيس الأمريكي دونالد ترامب.[147]
- يوليو: وقع اختراق حسابات تويتر 2020.
- يوليو: تم تسريب بيانات دخول مستخدمي موقع الكتابة واتباد في أحد منتديات القرصنة. واحتوت قاعدة البيانات على أكثر من 200 مليون سجل.[148]
- أكتوبر: وقعت موجة من شبكة البوتات المنسقة باستخدام برمجية فدية في هجوم سيبراني على الولايات المتحدة، وتم تحديد أن مصدرها روسيا.[149] أعرب مسؤولو الأمن في الدولة وضباط الأمن في الشركات الأمريكية عن قلقهم من أن تكون هذه الهجمات تمهيدًا لاختراق البنية التحتية الانتخابية خلال انتخابات الولايات المتحدة الأمريكية، على غرار الحوادث المماثلة في التدخل الروسي في انتخابات الولايات المتحدة 2016 والحرب السيبرانية الروسية؛[150] إلا أنه لم توجد أي أدلة على أنهم نفذوا هجمات على البنية التحتية للانتخابات في عام 2020.[151]
- ديسمبر: أسفر هجوم على سلسلة الإمداد استهدف الاعتمادات البرمجية لشركة "سولارويندز" المزودة لخدمات تقنية المعلومات في تكساس عن خروقات أمنية خطيرة وواسعة النطاق في وزارتي وزارة الخزانة ووزارة التجارة. لم تعلن مسؤولو البيت الأبيض عن الجهة المسؤولة فورًا؛ لكن رويترز، نقلًا عن مصادر "مطلعة على التحقيق"، أشارت إلى الحكومة الروسية.[152] وفي بيان رسمي صادر عن عضو لجنة المالية في مجلس الشيوخ رون وايدن، ورد أن: "الهاكرز اخترقوا أنظمة قسم المكاتب الإدارية في وزارة الخزانة، وهو القسم الذي يضم كبار المسؤولين في الوزارة".[153]
- ديسمبر: تهديد بتفجير نُشر من حساب إكس يُعتقد أنه تعرض للاختراق من قبل أشخاص يحملون أسماء مستعارة مثل "Omnipotent" و"choonkeat"، استهدف الرحلة رقم 102 التابعة لشركة إيروفلوت، وهي رحلة ركاب قادمة من موسكو إلى نيويورك وتحمل رقم الذيل VQ-BIL. ونتيجة لذلك، أُغلقت إحدى مدارج مطار جون إف كينيدي الدولي مؤقتًا، مما أدى إلى تأخر رحلة العودة رقم 103 التابعة لإيروفلوت والمتجهة إلى موسكو.[154][155][156]
- ديسمبر: نفذت مجموعة أنونيموس سلسلة من تشويهات المواقع تحت اسم "هدية عيد الميلاد" استهدفت عدة بوابات إلكترونية روسية، من بينها موقع بلدية في تومسك وموقع نادٍ رياضي إقليمي. تضمنت هذه التشويهات إشارات إلى الناشط الروسي المعارض أليكسي نافالني، واحتجاجات الحرية في تايلاند وبيلاروس، ومعارضة الحزب الشيوعي الصيني. كما أجروا "جائزة ساخرة" مستندة إلى فعالية في منصة الألعاب روبلوكس تُدعى "معارك آر بي"، حيث تمت مقارنة اليوتيوبرين تانقر وكريك كرافت، الفائز والوصيف في الحدث الحقيقي، بكل من تايوان ونيوزيلندا على التوالي، بسبب أداء الأخيرة البارز في مكافحة جائحة فيروس كورونا.[157]

### 2021
- يناير: هجمات إنترنت ضد ميكروسوفت إكستشينج 2021
- فبراير: أعلنت مجموعة "أنونيموس" عن هجمات إلكترونية استهدفت ما لا يقل عن خمسة مواقع إلكترونية ماليزية. ونتيجة لذلك، أُلقي القبض على أحد عشر شخصًا كمشتبه بهم.[158][159][160][161]
- فبراير: قام قراصنة، من بينهم من يستخدمون أسماء مثل "تشانغ وينينج أوتويو" و"full_discl0sure"، بالاستيلاء على موقع الأحداث "أوكلايف" لزرع تهديد وهمي بوجود قنبلة ضد القنصلية العامة الصينية في أوكلاند، وكذلك منشأة مشابهة في سيدني. وكان دافعهم هو الانتقام من الصين بسبب جائحة فيروس كورونا. ونتيجة لذلك، نفذت شرطة نيوزيلندا عملية تفتيش فعلية في القنصلية، بينما تمكنت مالكة موقع أوكلايف، هايلي نيوتن، من استعادة الوصول إلى موقعها. وعلّق المستشار الأمني المقيم في ويلينغتون، آدم بويليو، بأن الاختراق "ليس معقدًا تقنيًا".[162][163]
- فبراير: هاجمت مجموعة "قراصنة ميانمار" عدة مواقع تابعة لوكالات حكومية في ميانمار، مثل بنك ميانمار المركزي وجيش ميانمار (فريق المعلومات الإخبارية الحقيقية). واستهدفت المجموعة أيضًا مديرية الاستثمار وإدارة الشركات، وإدارة التجارة، وإدارة الجمارك، ووزارة التجارة، وقناة مايوادي تي في، وإذاعة وتلفزيون ميانمار المملوكين للدولة، وعدد من وسائل الإعلام الخاصة. وقد تبيّن لفني حاسوب في يانغون أن الهجمات كانت من نوع هجمات حجب الخدمة، وكان دافع المجموعة هو الاحتجاج على انقلاب 2021 في ميانمار.[164]
- مارس: تعرّضت شركة التأمين الإلكتروني سي إن إيه المالية، وهي من أكبر شركات التأمين في الولايات المتحدة، لهجوم بواسطة برمجيات فدية، مما أدى إلى فقدانها السيطرة على شبكتها.[165] دفعت الشركة مبلغ 40 مليون دولار لاستعادة السيطرة على الشبكة. وكانت CNA قد تجاهلت القراصنة في البداية وحاولت حل المشكلة داخليًا، لكنها اضطرت لدفع الفدية خلال أسبوع.[166] أشارت تحقيقات الشركة إلى أن مجموعة هجوم سيبراني تدعى فوينكس استخدمت برنامج فوينكس لوكر، وهو إصدار من برمجية هيدس للفدية والتي يُعتقد أن مجموعة قراصنة روسية تُدعى دريدكس وراءها.[167] قام برنامج فوينكس لوكر بتشفير 15,000 جهاز داخل الشبكة، بما في ذلك حواسيب الموظفين الذين كانوا يعملون عن بُعد عبر شبكة في بي إن الخاصة بالشركة أثناء الهجوم.[166]
- أبريل: نُشرت معلومات شخصية لأكثر من 500 مليون مستخدم لفيسبوك — من بينهم بيانات 32 مليون مستخدم في الولايات المتحدة — على موقع إلكتروني للقراصنة، رغم أن فيسبوك زعمت أن هذه المعلومات تعود لاختراق حدث في 2019، وأن الشركة اتخذت بالفعل إجراءات تخفيفية؛ لكنها لم توضح ما إذا كانت قد أبلغت المستخدمين المتضررين بالخرق.[168][169][170][بحاجة لمصدر أفضل]
- أبريل: تم الكشف عن اختراق ثغرة أمنية في إيفانتي بالس كونيكت سيكيور سمح بوصول غير مصرح به إلى شبكات أهداف ذات قيمة عالية منذ يونيو 2020 على الأقل، وذلك من خلال الثغرة CVE-2021-22893 في الولايات المتحدة وبعض دول الاتحاد الأوروبي، نتيجة لاستخدامهم نقطة الضعف وبرمجيات برمجية محتكرة.[بحاجة لاستشهادات إضافية][171][172][173]
- مايو: تشغيل هجوم كولونيال بايبلاين الإلكتروني في الولايات المتحدة من خلال عملية إلكترونية باستخدام برمجية فدية.[174]
- مايو: في 21 مايو 2021، تعرضت طيران الهند لاختراق إلكتروني شمل بيانات جوازات السفر وبطاقات الائتمان وتواريخ الميلاد والأسماء ومعلومات التذاكر.[175][176]
- يوليو: في 22 يوليو 2021، تم تسريب بيانات أرامكو السعودية من قبل متعاقد خارجي، وطُلب فدية قدرها 50 مليون دولار من أرامكو. وقد أكدت أرامكو الحادثة بعد أن زعم أحد القراصنة على الإنترنت المظلم أنه سرق تيرابايتاً من البيانات حول مواقع المصافي النفطية وبيانات الموظفين في منشور نُشر في 23 يونيو.[177][178][179]
- أغسطس: أبلغت شركة تي-موبايل أن ملفات بيانات تتضمن معلومات حوالي 40 مليون عميل سابق أو محتمل، بما في ذلك الأسماء، تواريخ الميلاد، أرقام الضمان الاجتماعي، ومعلومات رخص القيادة/الهويات، قد تم اختراقها.[180]
- سبتمبر وأكتوبر: في اختراق بيانات إيبك 2021، حصلت مجموعة أنونيموس على أكثر من 400 غيغابايت من البيانات من شركة تسجيل النطاقات والاستضافة إيبك. وقد تم نشر البيانات على ثلاث دفعات بين 13 سبتمبر و4 أكتوبر. تضمنت الدفعة الأولى تفاصيل شراء وتحويل النطاقات، بيانات الحسابات وتسجيلات الدخول، سجلات الدفع، رسائل بريد إلكتروني للموظفين، ومفاتيح خاصة غير معرّفة.[181] وادعى القراصنة أنهم حصلوا على "بيانات لعقد كامل"، تشمل جميع بيانات العملاء وسجلات كافة النطاقات التي تم استضافتها أو تسجيلها من خلال الشركة، وتتضمن كلمات مرور مشفّرة بشكل ضعيف وبيانات حساسة مخزّنة بصيغة نص واضح.[181][182] احتوت الدفعة الثانية على صور أقراص قابلة للتمهيد ومفاتيح API لخدمات خارجية تستخدمها Epik؛[183] أما الدفعة الثالثة فقد شملت صور أقراص إضافية وأرشيف بيانات خاص بالحزب الجمهوري في تكساس، وهو أحد عملاء إيبك.[184]
- أكتوبر: في 6 أكتوبر 2021، أفاد مستخدم مجهول في فور تشان باختراق وتسريب الشيفرة المصدرية لتويتش، بالإضافة إلى معلومات حول المبالغ التي دفعتها المنصة لحوالي 2.4 مليون منشئ محتوى منذ أغسطس 2019.[185] وقد تسرّبت الشيفرة المصدرية من نحو 6,000 مستودع GitHub، وذكر المستخدم أنها "الجزء الأول" من تسريبات أكبر.[186]
- نوفمبر وديسمبر: في 24 نوفمبر، أبلغ تشين تشاوجون من فريق أمن السحابة في علي بابا عن ثغرة هجوم دون انتظار (سُميت لاحقًا لوغ فور شيل) تتعلق بتنفيذ كود تعسفي في برنامج لوغ فور جي، وهو إطار تسجيل في جافا واسع الانتشار.[187][188][189] وقد تم إبلاغ مطوري مشروع لوغ فور جي في مؤسسة برمجيات أباتشي بشكل خاص في 24 نوفمبر. في 8 ديسمبر، تواصل تشاوجون معهم مجددًا مشيرًا إلى أن الثغرة أصبحت موضوع نقاش في غرف الدردشة الأمنية، وأن بعض الباحثين الأمنيين أصبحوا على علم بها، وناشد الفريق بالإسراع في إصدار التحديث الأمني.[189] وقد رُصدت أولى عمليات الاستغلال على خوادم ماينكرافت في 9 ديسمبر، لكن تحليلات الأدلة الجنائية تشير إلى أن الاستغلال قد بدأ في 1 أو 2 ديسمبر.[189][190][191] وبسبب الانتشار الواسع لبرمجية Log4j (مئات الملايين من الأجهزة) وسهولة تنفيذ الهجوم، تُعتبر هذه الثغرة من بين الأكبر والأكثر خطورة على الإطلاق.[192][193][194] ومع ذلك، ساعد بعض كبار خبراء القرصنة الأخلاقية في استعادة السيطرة على الخوادم، مثل غراهام إيفان كلارك، وإلهامي عبد الستار السباعي. تم إصلاح جزء من الثغرة الأمنية في تحديث تم توزيعه في 6 ديسمبر، أي قبل ثلاثة أيام من إعلان الثغرة علنًا في 9 ديسمبر.[189][195][196][197]

### 2022
- فبراير: أبلغ نادي كايوس للحاسوب الألماني عن أكثر من خمسين تسريب بيانات. تأثرت مؤسسات حكومية وشركات من قطاعات أعمال مختلفة. إجمالاً، تمكن الباحثون من الوصول إلى أكثر من 6.4 مليون سجل بيانات شخصية بالإضافة إلى تيرابايتات من سجلات البيانات (logs) والشيفرة المصدرية.[198][199]
- مارس: تم اختراق موقع صحيفة محلية في سومي من قبل شخص عرّف نفسه باسم "زيهانغ تشين". وادعى هو وأفراد آخرون هم "ب_سريم_أساب"، "السيد ثانثوم المفجر"، "السيد الوسيم كاي" و"رينس جونسون" أنهم وضعوا قنابل في منشآت دبلوماسية صينية وروسية في ماليزيا، حيث احتوت القنابل على صورة لسوق ووهان للمأكولات البحرية، والمركز المالي الدولي في هونغ كونغ، ومحطة مطار مترو هونغ كونغ، والمقر الرئيسي لشركة الألعاب الأمريكية روبلوكس. بالإضافة إلى ذلك، أعلنوا مسؤوليتهم عن إرسال ظرف يحتوي على مسحوق أبيض إلى السفارة الروسية في كانبرا، مما أدى إلى تطويق المنطقة المحيطة بالسفارة لفترة قصيرة.[200][201]
- مارس: ردًا على روسيا، قامت مجموعة أنونيموس بعدة هجمات ضد أنظمة حاسوبية في روسيا. ومن أبرز تلك الهجمات الهجوم السيبراني على الدائرة الاتحادية لرقابة الاتصالات وتقنية المعلومات والإعلام.[202]
- مارس: في 23 مارس 2022، قام قراصنة باختراق شبكة رونين، وسرقة ما يقرب من 620 مليون دولار أمريكي من إيثريوم وعملة الدولار الأمريكي.[203][204][205] تم سرقة ما مجموعه 173,600 إيثير و25.5 مليون رمز USDC في عمليتين.[206] استغرق الأمر الشركة ستة أيام لاكتشاف الاختراق.[206] يُعتبر هذا الاختراق أكبر عملية سرقة في قطاع العملات الرقمية من حيث القيمة بالدولار.[207] وألحق مزيدًا من الضرر بقيمة عملة SLP.[208] في 8 أبريل 2022، قالت شركة Sky Mavis إنها تتوقع استعادة جزء من الأموال، لكن ذلك قد يستغرق عدة سنوات.[209] جمعت الشركة رأس مال إضافي وأعادت تعويض جميع المستخدمين المتضررين من الاختراق.[210] في 14 أبريل 2022، أصدر مكتب التحقيقات الفيدرالي بيانًا أفاد بأن مجموعة لازاروس وأيه بي تي 38، وهما مجموعتان من القراصنة ترعاهما دولة كوريا الشمالية، مسؤولتان عن السرقة.[211][212] وبناءً عليه، فرضت وزارة الخزانة الأمريكية عقوبات على عنوان العملة المشفرة. وقد تم غسل جزء من العملة المشفرة عبر خلط العملات المعماة المعروف باسم "تورنادو كاش".[212][213][214]
- أبريل: اخترق مجموعة أنونيموس شركات روسية هي "إيروجاز" و"فورست" و"بتروفسكي فورت". ومن هناك سربوا حوالي 437,500 رسالة إلكترونية تبرعوا بها لمنظمة غير ربحية للكشف عن الفساد "إنكار الأسرار الموزع". علاوة على ذلك، سربوا 446 جيجابايت من البيانات من روسيا.[215][216]
- أبريل: في 19 أبريل، تعرض مجلس مدينة خيخون في إسبانيا لهجوم بفيروس الحاسوب "جرفاسيا" وتعرض لاختطاف بيانات.[217]
- مايو: قامت مجموعة نشطاء إلكترونية تسمى "كتيبة الشبكة 65"المرتبطة بأنونيموس، باختراق شركة الدفع الروسية شركة كيوي للمدفوعات. تم استخراج 10.5 بايت من البيانات التي تشمل سجلات المعاملات وبطاقات ائتمان العملاء. كما قاموا بإصابة كيوي ببرمجيات فدية وهددوا بالكشف عن المزيد من سجلات العملاء.[218]
- مايو: خلال عيد النصر على النازية، تم إدخال رسائل مناهضة للحرب في جداول البث التلفزيوني الروسي، بما في ذلك قنوات روسيا 1، والقناة الأولى، وإن تي في بلس. من بين الرسائل: "على أيديكم دماء آلاف الأوكرانيين ومئات أطفالهم القتلى. التلفزيون والسلطات تكذب. لا للحرب."[219]
- يونيو: ادعى هاكر في منتديات Breach تسريبه سجلات شخصية لأكثر من مليار شخص من قاعدة بيانات شرطة شنغهاي الوطنية.[220]

### 2023
- مارس: وسط الغزو الروسي لأوكرانيا، تمكن هاكرز من الوصول إلى محطات التلفزيون والإذاعة الروسية لبث رسائل تحذيرية زائفة عن حرب نووية وشيكة.[221]
- أكتوبر: ردًا على عملية طوفان الأقصى، قامت مجموعة نشطاء إلكترونية هندية بإسقاط مواقع البنك الوطني ومجموعة الاتصالات الفلسطينية وحركة حماس.[222][223][224]
- نوفمبر: هجوم إلكتروني على موانئ دبي العالمية يعطل واردات وصادرات أستراليا لعدة أيام. تمثل موانئ دبي العالمية حوالي 40% من واردات وصادرات أستراليا، مما أدى إلى تراكم 30,000 حاوية وفوضى اقتصادية؛ بالإضافة إلى سرقة بيانات.[225][226][227]

### 2024
- يناير: استهدفت مجموعة الهاكتيفست الهندية الهند جزر المالديف في ظل توتر دبلوماسي بين البلدين عقب تعليقات مسيئة نشرها ثلاثة وزراء من المالديف على وسائل التواصل الاجتماعي ضد رئيس وزراء الهند، ناريندرا مودي. تم تشويه مواقع إلكترونية من ضمنها موقع وزارة الداخلية المالديفية، محكمة الأحداث، مكتب الرئاسة. كما تم اختراق صفحة فيسبوك لمكتب المدقق العام.[228][229][230][231][232]
- فبراير: حادثة "ثغرة الباب الخلفي في أدوات إكس زد".
- فبراير: تم اختراق موقع برجر سينغ، وهي سلسلة مطاعم هندية، من قبل مجموعة الهاكرز الباكستانية "فريق إنسان بي كي". على الموقع المشوّه، حذرت المجموعة الهاكرز الهنود من مهاجمة المواقع الباكستانية مع رفع فيديو على يوتيوب يُظهر القوات الجوية الباكستانية.[233]
- يونيو: تسلل هاكرز روس إلى أنظمة مايكروسوفت، ووصلوا إلى رسائل البريد الإلكتروني الخاصة بالموظفين والعملاء، مما أدى إلى تدقيق تنظيمي وجلسة استماع في الكونغرس. تقوم مايكروسوفت بإبلاغ العملاء المتضررين وتعمل على تعزيز ممارسات الأمان استجابةً للثغرات المستمرة.[234]
- سبتمبر: تمكن هاكرز مجهولون من الوصول إلى بيانات قوات الشرطة الوطنية في هولندا، مما أدى إلى تسريب بيانات.[235]

### 2025
- أبريل: تم اختراق موقع فورتشان بواسطة مستخدم مجهول من "soyjak.party"، وهو موقع منافس للوحة الصور مرتبط بأصول فور تشان. تم الحصول على كود المصدر وبيانات تسجيل دخول المستخدمين الذين سجلوا باستخدام البريد الإلكتروني وتم تسريبها على الإنترنت.[236][237] كما تم استعادة لوحة /qa/ التي كانت محذوفة سابقًا.[238]

## قراءة إضافية
- لوندل، ألان (1989). فيروس! العالم السري للغزاة الحاسوبيين الذين يتكاثرون ويدمرون. واين أ. ياكو. ISBN:0-8092-4437-3.
- لاندريث، بيل (1985). خارج الدائرة الداخلية. كتب تمبوس من مايكروسوفت برس. ISBN:1-55615-223-X.
- باوكوت، أوين؛ هاميلتون، سالي (1990). مواجهة النظام: القراصنة والمخترقون والجواسيس الإلكترونيون. بلومزبري. ISBN:0-7475-0513-6.
- فيتس، فيليب؛ جونستون، بيتر؛ كراتز، مارتن (1989). أزمة الفيروسات الحاسوبية. فان نوستراند راينهولد. ISBN:0-442-28532-9.
- ستيرلنغ، بروس (1992). حملة القراصنة: القانون والفوضى على الحدود الإلكترونية. بنجوين. ISBN:0-14-017734-5.
- غولد، ستيف (1989). دليل هاكر الجديد لهوغو كورنوال. لندن: سينتشري هاتشينسون المحدودة. ISBN:0-7126-3454-1.